# 米村猛
米村 猛（よねむら たけし、1966年〈昭和41年〉11月15日 - ）は、日本の経産官僚。

## 来歴
北海道札幌市出身。札幌市立北栄中学校、北海道札幌北高等学校を経て、1989年（平成元年）3月、京都大学法学部を卒業。同年4月、通商産業省に入省。中学校、高校時代の同級生に同じく経産官僚で中小企業庁長官などを務めた須藤治がいる。入省後、防府税務署長、経済産業大臣秘書官、経済産業省製造産業局産業機械課長兼ロボット産業室長、経済産業省大臣官房政策評価広報課長、内閣官房内閣参事官（内閣官房副長官補室）、同日本経済再生総合事務局参事官、中小企業庁長官官房参事官などを歴任。内閣官房で医療産業支援に携わった。
2015年（平成27年）8月11日、島根県警察本部長に就任。
2017年（平成29年）8月4日、観光庁観光地域振興部長に就任。
2018年（平成30年）7月27日、特許庁総務部長に就任。特許庁において、地域産業をまとめる「地域団体商標」の振興に携わった。
2019年（令和元年）7月5日、近畿経済産業局長に就任。在任中、2025年日本国際博覧会の開催に向け、鯖江の眼鏡、信楽焼、丹後織物、和束茶、泉州タオル、播州織、三木の酒米等、丹波篠山の黒大豆等、淡路島の食と香り、奈良酒、広陵くつした、和歌山ニットの12の地域ブランドを支援する「12ブランド・プロジェクト」の立ち上げに尽力した。また、ポストコロナや人手不足問題を見据えて、運輸局と提携し、デジタル業界と観光業界の橋渡し役を担った。
2021年（令和3年）10月1日、中小企業庁長官官房中小企業政策統括調整官に就任。
2022年（令和4年）4月1日、人事院事務総局人材局審議官兼公務員研修所副所長に就任。同年12月12日、人事院公務員研修所長に就任。公務員試験や官民交流制度に携わった。
2023年（令和5年）6月30日、人事院事務総局総括審議官に就任。
2024年（令和6年）1月9日、国家公務員倫理審査会事務局長に就任。
2025年（令和7年）4月1日、人事院事務総局人材局長に就任。

## 年譜
- 1989年（平成元年）
  - 3月 - 京都大学法学部卒業[1]
  - 4月 - 通商産業省入省[1]
- 2006年（平成18年）4月 - 経済産業大臣秘書官[1]
- 2008年（平成20年）7月 - 経済産業省製造産業局 産業機械課長兼ロボット産業室長[1]
- 2010年（平成22年）7月 - 経済産業省大臣官房政策評価広報課長[1]
- 2012年（平成24年）
  - 6月 - 内閣官房内閣参事官（内閣官房副長官補室）兼内閣官房IT担当室兼内閣官房医療イノベーション推進室[1]
  - 12月 - 内閣官房日本経済再生総合事務局参事官[1]
- 2014年（平成26年）7月 - 中小企業庁長官官房参事官[1]
- 2015年（平成27年）8月 - 島根県警察本部長[1][11]
- 2017年（平成29年）8月 - 観光庁観光地域振興部長[1][12]
- 2018年（平成30年）7月 - 特許庁総務部長[1][13]
- 2019年（令和元年）7月 - 経済産業省近畿経済産業局長[1][15]
- 2021年（令和3年）10月 - 中小企業庁長官官房中小企業政策統括調整官[17]
- 2022年（令和4年）
  - 4月 - 人事院事務総局人材局審議官兼公務員研修所副所長[18]
  - 12月 - 人事院公務員研修所長[8][9]
- 2023年（令和5年）6月 - 人事院事務総局総括審議官[6][7]
- 2024年（令和6年）1月 - 国家公務員倫理審査会事務局長[4][5]
- 2025年（令和7年）4月 - 人事院事務総局人材局長[3]